# Extensión de la Línea 7
La extensión de la línea 7 — Programa de Rezonamiento y Desarrollo del Hudson Yards es el plan de la Autoridad de Tránsito Metropolitano (MTA) de Nueva York para extender la línea Flushing, que transporta el servicio 7, hacia el oeste de su terminal actual en Times Square, agregando una nueva estación en la Undécima Avenida–Calle 34. Una segunda estación en la Décima Avenida–Calle 41 se eliminó de los planes, en octubre de 2007, pero podría ser restaurada si se puede encontrar la financiación.

## Proyecto de restauración del Hudson Yards

Mapa del plan de la extensión de la línea 7

La ampliación, que forma parte del Proyecto de Reurbanización del Hudson Yards, está destinado a ayudar a la reurbanización del lado oeste de Midtown Manhattan alrededor del Ferrocarril de Long Island, y fue propuesta inicialmente como parte del fallido intento de construir el West Side Stadium para los Jets de Nueva York y la candidatura de la ciudad para los Juegos Olímpicos de 2012.Aunque el plan del estadio fue rechazado por la ciudad y las agencias de planificación estatales, el plan de ampliación de la línea 7 siguen sobre la mesa, ya que los dirigentes políticos de Nueva York les gustaría que el almacén del distrito oeste de la 8 ª Avenida y al norte de la calle 34 estuvieran reurbanizadas, para que así el servicio del metro fuera parte esencial de ese esfuerzo. La ampliación también servirá a la nueva ampliación del Jacob K. Javits Convention Center.

## Estatus actual
El 3 de diciembre de 2007, la MTA llevó a cabo una ceremonia en la estación del Times Square marcando el inicio de construcción de la extensión de la línea 7, y en abril de 2008, la constructora de la MTA estaba ya avanzada en la excavación de la estación adyacente al Centro de Convenciones Javits. Informes a finales de diciembre de 2007 indicaron que el aplazó a la estación de la Calle 41/10.ª Avenida podría ser parcialmente construida, si la Ciudad de Nueva York y la MTA llega a un acuerdo con la financiación adicional para la estructura de la estación.
En octubre de 2007, la MTA otorgó $1.145 mil millones para construir 7000 pies (2133,6 m) de túneles gemelos desde la actual terminal de la alinea 7 en Times Square, y la estructura de la estación de la Calle 34, al Servicio 3, una inversión conjunta con Skanska USA Civil, J.F. Shea y Schiavone. Las estaciones de la Calle 41 y la 10.ª Avenida no estaban incluida en el dinero que otorgó la MTA; sin embargo, se incluyó una opción de $450 millones para construir la estructura para la estación como parte de esos contratos, pero deberían construirla dentro de nueve meses, si la ciudad quería tener una estación durante con el dinero que la MTA otorgó.
En junio de 2008, se inició la construcción en los túneles a lo largo de la 11.ª Avenida en Manhattan, cuyo trabajo se espera que sea completado a inicio del 2010.

## Futura extensión al sur
La extensión de la línea 7 tendrá vías adicionales que serán extendidas cerca de la Calle 23.  Estas vías serán usadas para almacenar y mover trenes.  Este segmento abriría las posibilidades de que la línea pudiese ser expandida en un futuro próximo hasta el sur de la Calle 23 y la Calle 11 y una estación para abastecer el área de Chelsea en Manhattan y Chelsea Piers.